# La donna cannone (Gianna Nannini)
La donna cannone è un singolo della cantautrice italiana Gianna Nannini, pubblicato il 15 giugno 2020.

## Descrizione
Si tratta di una reinterpretazione dell'omonimo brano inciso nel 1983 dal cantautore italiano Francesco De Gregori.

## Video musicale
Il videoclip, diretto da Charlotte Audrey, è stato reso disponibile il 26 giugno 2020 tramite il canale YouTube della cantante.

## Tracce
Testi e musiche di Francesco De Gregori.
1. La donna cannone – 3:29